# Solar T62 Titan
Le Solar T62 Titan est un turbomoteur américain à usages multiples conçu par la société Solar Turbines (en), une filiale de Caterpillar. Il a été démarré pour la première fois au cours des années 1950 et est toujours utilisé de nos jours.
Une version à turbine libre a également été développée, le Solar T66.

## Utilisation et caractéristiques
Très léger et de taille réduite, ce turbomoteur est essentiellement utilisé par l’US Army pour servir de groupe auxiliaire de puissance (APU) sur des hélicoptères lourds tels que les CH-47 Chinook ou CH-54 Tarhe (Sky Crane), mais sert également de groupe propulseur principal sur des hélicoptères civils ultralégers. Il est également utilisé comme groupe de puissance mobile à terre et comme turboréacteur sur le Bede BD-5J, le plus petit avion à réaction au monde. De par sa grande disponibilité dans les surplus militaires, il trouve également de nombreux amateurs dans le domaine privé, pour la réalisation d'avions « faits maison » ou même dans l'aéromodélisme.

### Caractéristiques techniques
Son architecture interne est des plus dépouillées, et cette simplicité se traduit à l'usage par une grande fiabilité et un entretien très rapide et facile. Le moteur ne possède qu'un unique étage de compresseur centrifuge et une turbine à un seul étage, radial lui-aussi. Entre les deux parties mobiles se situe une chambre de combustion annulaire à flux inversé (« reverse flow », en anglais), dotée de six brûleurs espacés à intervalles égaux. Elle est également équipée d'une soupape de drainage à six heures, permettant d'évacuer le carburant imbrûlé. Le compresseur et la turbine sont fixés sur un arbre unique maintenu par deux roulements : Un roulement à billes à l'avant et un roulement à rouleaux à l'arrière. La prise de mouvement est directe, sauf pour la version T66 à turbine libre, et la puissance maximale est délivrée à des régimes compris entre 56 000 et 62 000 tr/min (vitesse turbine).
L'entrée d'air du moteur assure un rôle structurel entre la chambre de combustion et la boîte à engrenages du moteur, installée à l'avant de celui-ci. La prise de mouvement est effectuée via un train d'engrenages réducteurs à planétaires à un étage, comprenant 3 planétaires fixes et un arbre central, et dont la taille peut varier selon les applications choisies. L'arbre central de cette boîte à engrenages entraîne également les accessoires nécessaires au fonctionnement du moteur, tels que la pompe à carburant et celle de lubrification, mais également les divers capteurs de vitesse de fonctionnement. Sur les versions à démarrage hydraulique du moteur (exemple des hélicoptères Chinook et Skycrane), cette boîte est reliée au système hydraulique de démarrage et entraîne le moteur dans sa mise en rotation.
Le système d'alimentation en carburant est constitué d'une pompe à engrenages et de six injecteurs, auxquels s'ajoute une buse de démarrage, dont le débit est plus important. Elle augmente le débit de carburant de 100 à 120 psi (de 6,90 à 8,27 bars) pendant la mise en route du moteur, et est contrôlée par une bobine reliée à un capteur de vitesse présent sur la boîte à engrenages du moteur. La mise à feu du carburant est effectuée grâce à une bougie d'allumage alimentée à une tension de 10 à 29 volts continus. Elle délivre au minimum deux étincelles par seconde à une tension de 14 volts. Le système de carburant voit sa pression de travail corrigée en permanence par un dispositif désigné « altitude compensator », qui comme son nom l'indique, compense la raréfaction de l'oxygène avec la prise d'altitude par une diminution du débit du carburant injecté dans la chambre de combustion. Ce système peut opérer jusqu'à une altitude de 5 000 mètres.
Le système de lubrification est composé d'une pompe et d'un circuit comprenant un filtre. Si celui-ci est bouché, une valve de sécurité permet au flux d'huile de le contourner pour continuer à lubrifier le moteur, même si cette action l'expose à une usure prématurée à court ou moyen terme. Elle permet cependant au moteur de continuer à fonctionner pendant quelques heures avant de casser définitivement. La pression en fonctionnement normal est de 15 à 25 psi, soit de 1,03 à 1,72 bar.

### Démarrage et systèmes de sécurité
Le démarrage est effectué par un moteur électrique (T62T-32), une alimentation hydraulique (T62T-16) ou à la main. Le carburant est apporté par une pompe à engrenages dont le contrôle est mécanique ou électronique. Lors du démarrage, l'alimentation de carburant de démarrage, actionnée par une bobine, reste active jusqu'à ce que le moteur atteigne 90 % de son régime de fonctionnement. Ensuite cette alimentation est coupée par un contacteur de vitesse (« speed switch »). Un autre contacteur est contrôlée par la pression du liquide hydraulique. Lorsque celle-ci chute en dessous de 6 psi (413 mbar), ce contacteur est ouvert et coupe l'alimentation électrique de la bobine qui assure la distribution de carburant. Un voyant « Low oil press[ure] » (faible pression d'huile) est alors allumé sur le tableau de bord du pilote. Un autre contacteur, désigné « overspeed switch » coupe l'alimentation si le moteur dépasse une vitesse de rotation fixée à 110 % du régime nominal de fonctionnement. Dans ce cas, un voyant OVSPD s'allume sur le tableau de bord. Le démarrage à chaud du moteur est empêché par un capteur/contacteur thermique installé dans l'échappement, qui s'occupe aussi de couper l'alimentation électrique de la bobine contrôlant le débit de carburant si le moteur est en surchauffe. Cette situation s'accompagne de l'allumage d'un voyant HIGH EXH TEMP sur le tableau de bord de l'appareil.
Dans tous les cas, si le turbomoteur est coupé à cause de l'un de ces problèmes, il faut basculer le bouton de commande sur STOP avant de tenter de redémarrer le moteur.

## Versions
Ci-dessous, une liste non exhaustive des versions existantes de ce turbomoteur :
- T62 Titan : Version de production principale, à prise directe ;
- T62T-2 : Groupe auxiliaire de puissance (GAP) pour l'hélicoptère lourd Boeing-Vertol CH-47A Chinook. Puissance de 80 ch (58,83 kW) à 56 700 tr/min[3] ;
- T62T-2A : GAP pour les CH-47B et CH-47C Chinook. Puissance de 95 ch (69,86 kW) à 56 700 tr/min[3] ;
- T62T-2A1 : Turbomoteur de propulsion principale pour l'hélicoptère ultraléger Mosquito Aviation XET (en). Puissance de 90 ch (66,19 kW) ;
- T62T-11 : Groupe auxiliaire de puissance pour l'hélicoptère lourd Boeing-Vertol CH-46A Sea Knight. Puissance de 80 ch (58,83 kW) à 56 700 tr/min[3] ;
- T62T-16A1 : Groupe auxiliaire de puissance pour les hélicoptères Sikorsky CH-3, SH-3 Sea King et CH-54A Tarhe. Puissance de 95 ch (69,86 kW) à 56 700 tr/min, arbres de sortie tournant à 8 000 et 8 100 tr/min[3] ;
- T62T-27 : Puissance de 150 ch (110,31 kW) à 61 250 tr/min, arbres de sortie tournant à 8 000 et 8 216 tr/min[3] ;
- T62T-29 : Groupe auxiliaire de puissance pour les avions d'affaires Lockheed JetStar et Pan American Falcon. Puissance de 95 ch (69,86 kW) à 56 700 tr/min, arbres de sortie tournant à 8 000 et 8 100 tr/min[3] ;
- T62T-32 : Turbomoteur de propulsion principale pour l'hélicoptère ultraléger Helicycle (en). Il est également utilisé pour un groupe de puissance au sol[1]. Puissance de 150 ch (110,31 kW) ;
- T66 : Version à turbine libre pour l'armée américaine.

## Applications

### Groupe auxiliaire de puissance
- Boeing-Vertol CH-46 Sea Knight
- Boeing-Vertol CH-47 Chinook
- Sikorsky CH-54 Tarhe
- Sikorsky CH-3
- Sikorsky SH-3 Sea King
- Lockheed JetStar
- Pan American Falcon
- Groupe mobile de parc EMU30/E, d'une puissance de 60 KW

### Turbomoteur
- Alpi Syton AH 130 (en) : 130 ch (95,60 kW) ;
- AvioTecnica ES-101 Raven (en) : Solar T62-A ;
- Eagle Helicycle (en) : Solar T62T-32 de 150 ch (110,31 kW) ;
- Famà Kiss 209 (en) : 160 ch (117,67 kW) ;
- Hillberg Turbine Exec (en)
- Mosquito Aviation XET (en) : Solar T62T-2A1 de 90 ch (66,19 kW) ;
- RotorWay Exec 162F (en) (certaines versions mises à jour)
- Gyrodyne RON Rotorcycle (en) : 130 ch (95,60 kW). Le moteur était monté en position verticale et démarré par un lanceur à main[1].

### Turboréacteur
- Bede BD-5T